# Децентрализация командования
Децентрализация командования, или принцип выработки самостоятельного решения на основании полученной задачи (нем. Auftragstaktik) — тактическая концепция и один из принципов германского оперативного искусства, выработанный на базе боевого опыта европейских войн XIX столетия. Основной особенностью Auftragstaktik является передача   командных полномочий от старших звеньев управления в младшие, так как именно они имеют возможность наиболее полно учитывать в своих действиях  обстоятельства местной оперативной обстановки.
Получив развитие в работах германских военных теоретиков, этот принцип стал одним из краеугольных камней немецкой военной школы и попал на страницы многих воинских уставов, изданных после 1870 года. В настоящее время концепция Auftragstaktik заложена в основу доктрины «согласованных наземных боевых действий» (англ. Unified Land Operations), которая была принята ВС США в 2011 году. Также нашла отражение в методе командования посредством целевых заданий.

## Суть понятия

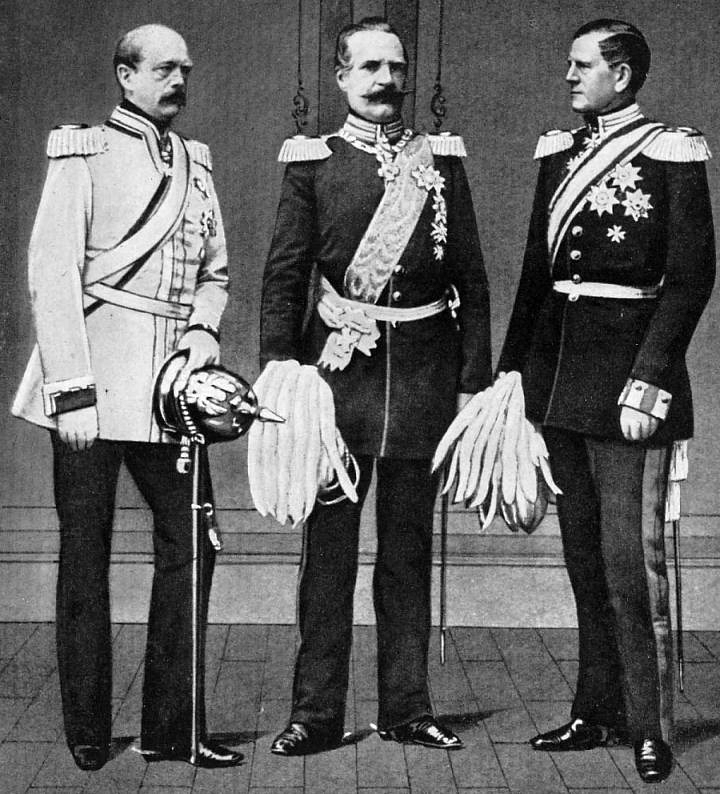
Отто фон Бисмарк, Альбрехт фон Роон и Хельмут фон Мольтке

Концепция Auftragstaktik считается отличительной чертой немецкой системы военного администрирования в соответствии с которой подчинённым на всех уровнях давалась некоторая свобода интерпретировать текущую оперативную ситуацию и действовать исходя из общих целей своего руководства пренебрегая строгим следованием букве его приказов. Под давлением обстоятельств подчинённым дозволялось даже прекращать выполнение поставленных перед ними боевых задач или существенным образом их видоизменять принимая на себя всю меру ответственности за последствия таких решений. 
Для иллюстрации этой идеи нередко цитируется анекдотическое высказывание прусского полководца Фридриха Карла. Устроив разнос одному из своих командиров за тактическую ошибку, принц, якобы, услышал от офицера оправдание в виде ссылки на выполнение приказа от вышестоящего начальства, повиновение которому так же свято, как и повиновение воле короля. Ответ принца вошёл в целый ряд исторических и военно-теоретических трудов:
Его величество сделал вас майором, так как верил, что вы сообразите, когда НЕ следует повиноваться его приказам.Принц Фридрих Карл
Подобный стиль руководства нередко связывают с идеями прусского фельдмаршала Хельмута фон Мольтке, который отличался склонностью к эвристике и предпочитал использование командной иерархии, основанной на децентрализации управления. Децентрализованный подход при принятии управленческих решений, способствуя организационной и тактической гибкости, резко снижает временные издержки, что положительным образом отражается на адаптивности командования и его способности к быстрой реакции на резко меняющиеся обстоятельства боевых действий. Эта особенность нередко в явной форме противопоставляется централизованному методу управления (см. единоначалие), который по своей сути ближе к военной науке, в то время как Auftragstaktik относят скорее к области военного искусства. 
В настоящее время руководство Бундесвера считает Auftragstaktik наряду с Innere Führung одним из двух краеугольных камней, которые составляют основу лидерских качеств личного состава и формируют образ солдата. Являясь выражением корпоративной культуры германской армии и воплощая её приверженность морально-этическим стандартам, это понятие обеспечивает интеграцию вооружённых сил в немецкое гражданское общество.

## Смысловая наполненность термина
Считается, что природа понятия Auftragstaktik с трудом поддаётся формализации, а в современной технической и исторической литературе нет его общепринятого определения. В разных источниках оно трактуется и как тактически обусловленная методика командования, и как военная концепция лидерства и управления. С одной стороны, некоторые авторы полагают, что оперативные достижения, связанные с использованием Auftragstaktik являются просто последовательностью накопления тактических успехов, не связанных с оперативным уровнем мастерства. Однако, с другой стороны ряд публикаций ставят применение Auftragstaktik в ряд основополагающих факторов, которые влияют на все аспекты оперативного искусства.
Изначально суть принципа Auftragstaktik была сформулирована главой прусского генерального штаба Хельмутом фон Мольтке как инициативные действия нижестоящих офицеров, которые выполняются в интересах вышестоящих инстанций без детальных инструкций с их стороны. При этом, по его мнению, основной обязанностью руководства должно было быть направление инициативы подчинённых в заданное русло. Такой подход полагался на высокую квалификацию офицерского состава, делая упор на такие качества, как самостоятельность, лидерство и отсутствие боязни перед разумной степенью риска, что позволяло бы низшим эшелонам управления эффективно использовать благоприятные местные особенности и условия сложившейся обстановки для решения своих боевых задач.
Данная мысль была собственноручно занесена самим Мольтке в черновик нового учебного руководства по тактике для старшего командного состава в следующем виде:
Благоприятную ситуацию невозможно использовать, если командиры будут ждать приказов. Все, от высшего командира до младшего солдата, должны всегда помнить о том, что бездействие и пассивность более пагубны, чем неправильные действия.Хельмут фон Мольтке
В контексте этих слов, стоит заметить, что в немецком языке для обозначения понятия «приказ» существуют два термина с несколько отличающимися смысловыми оттенками: нем. Befehl и нем. Auftrag. Слово нем. Befehl подразумевает конкретный и недвусмысленный приказ, который требует повиновения и буквального воплощения в жизнь. Слово нем. Auftrag имеет более общий смысл, который можно охарактеризовать как «поручение» или «директиву», выполняя которую следует придерживаться скорее её духа, чем буквы. При этом, принцип директивного управления (нем. Auftragstaktik) отличается от принципа детального управления (нем. Befehlstaktik) прежде всего возможностью воспользоваться ситуативными преимуществами момента, которые могут неожиданно возникнуть прямо в процессе выполнения боевой работы и наиболее заметны командному составу, непосредственно вовлечённому в боевые действия. Однако для его воплощения требуется высокий уровень профессионализма, координации сил и боевой слаженности как офицеров, так и рядового состава. Отмечается, что насаждение такого подхода во всех эшелонах командования позволяет добиться творческого осмысления приказов и ответственного отношения солдат и офицеров к поставленным задачам, что значительно ускоряет весь процесс принятия решений.
В англоязычной традиции понятие Auftragstaktik нередко соотносят с термином англ. mission command. Во времена британских колониальных войн сходным смыслом обладало выражение англ. imperial policing, под которым понималось управление разрозненными частями британских колониальных войск на удалённых форпостах, командование которых было вынуждено действовать без прямых инструкций. В дальнейшем, выражение англ. imperial policing превратилось в анахронизм, однако наработанный в рамках этой модели опыт продолжает оказывать влияние на современную британскую армию и американский корпус морской пехоты.

## Достоинства и недостатки
К однозначным достоинствам децентрализации управления (Auftragstaktik) относят стимулирование творческого потенциала и инициативы в среде подчинённых. Как правило, такой подход ведёт к повышению мотивации действий и укреплению моральных качеств личного состава, заодно проявляя уровень его профессиональной подготовленности.
Однако, смещение центров принятия решений вниз по иерархии управления может ухудшить координацию действий сил и средств, в то же время повышая риск верховного командования потерять контроль за обстановкой. Другой проблемой может стать потенциальный недостаток компетенции у руководящих кадров в нижнем звене, которые должны обладать сильными личностными качествами. В дополнение к этому, существенные ограничения на использование Auftragstaktik могут возникнуть в условиях личного соперничества младших командиров, недоверия среди них, при наличии неадекватной самооценки и т. п.
Также считается, что Auftragstaktik не очень хорошо подходит в тех обстоятельствах, которые несут риск совершить политическую или военно-стратегическую ошибку самого высокого уровня. К таким случаям, как правило, относят противопартизанские боевые действия, ситуации постконфликтного урегулирования, миротворческие миссии и т. п.

## Исторический очерк
Существует мнение, что элементы концепции Auftragstaktik в исторической ретроспективе можно разглядеть начиная со времён Александра Македонского, который ввёл инновационную по тем временам модель подготовки офицерских кадров для независимого командования подразделениями своих войск. В дальнейшем методы децентрализованного управления продолжили развиваться в армии Древнего Рима, в набегах скандинавских викингов, в завоевательных походах монголов и т. д.
По заключению российского военного историка полковника А. Е. Савинкина идеи Auftragstaktik были предвосхищены российским фельдмаршалом А. Суворовым, который впервые осуществил практическую разработку «поручительного» метода управления. Его главной сутью стало руководство войсками с помощью предельно общих директив пояснительного характера, а также — предоставление инициативы в принятии решений нижним командирам и побуждение в них разумной самостоятельной деятельности, причём наказывалось не только их безрассудство и бездеятельность, но и «малая деятельность».
А.В. Суворов не просто приучал подчиненных к самостоятельности, но даже «накрепко запрещал спрашиваться старших начальников». Позволял нарушать свои приказы, если обстановка того не дозволяла.А. Е. Савинкин
Однако, большинство исследователей отводят наиболее значимую роль в становлении этой концепции прусским военным теоретикам. Считается, что идея предоставления командным звеньям самостоятельности при выполнении поставленных перед ними задач стала одной из самых важных военных реформ в германских вооружённых силах. Необходимость её проведения была осознана после катастрофического поражения прусских вооружённых сил в сражениях 1806 года при Йене и Ауэрштедте. Получив широкие полномочия, сторонники реформы, среди коих были Карл фон Клаузевиц, Герхард Шарнхорст и Август фон Гнейзенау, обновили организационную структуру вооружённых сил с её ключевым центром — германским Генеральным штабом. В основе их подхода лежала новая система подготовки высококвалифицированных кадровых офицеров, которые получали разностороннее образование, затрагивающее все аспекты военного дела, тактики и стратегии. По мнению реформаторов, блестяще вышколенный офицерский корпус должен был в какой-то степени восполнить нехватку военных знаний у политического руководства страны (главы государства, премьер министра и т. п.) При этом самой сутью всех военных институтов стала организационная гибкость и отсутствие жёстко фиксированных ограничений; любой командующий имел возможность видоизменять все армейские структуры исходя из текущих нужд, поставленных перед ним задач и требований времени.
Помимо этого, для изучения мирового боевого опыта, его накопления, анализа и исследований был создан специальный отдел, который позволял кадровым офицерам проходить переподготовку и постоянно заниматься самосовершенствованием, обучаясь не только на своих ошибках. На учениях командному составу постоянно прививалось инициативность мышления и умение соответствовать конкретной оперативной обстановке не выходя за рамки общего генерального плана. Как правило, квинтэссенцией процесса обучения являлось предоставление офицеру боевого задания, для выполнения которого он был обязан действовать самостоятельно, а оценкой успешности являлся полученный результат, а не способы его достижения.
Развитие и усовершенствование концепции Auftragstaktik затронуло многие аспекты военного дела, став продуктом появления в структуре сухопутных войск крупных и относительно независимых войсковых объединений — полевых армий, которые имели обыкновение действовать на пространствах большой протяжённости против противника, использующего формации аналогичного типа и структуры. Среди наиболее ярких моментов использования Auftragstaktik называют франко-прусскую войну 1870—1871 годов, которая закончилась убедительной победой германского оружия.
Некоторые исследователи полагают, что в ходе Второй мировой войны страны-союзники (Британия, Советский Союз и США) весь период с 1941 по 1945 года пытались перенять немецкое понимание оперативного и тактического мастерства. По мнению генерала Гальдера концепция Auftragstaktik оказалась ключевой предпосылкой успеха на огромных просторах Советского Союза. Сопоставляя с ней манеру действий нижних эшелонов советского командования немецкий генерал Раус назвал их «негибкими и нерешительными», причём проблемы с управлением в РККА сильно усложнялись нехваткой средств беспроводной связи. Такое положение вещей нередко связывают с периодом чисток 1930 годов в РККА, которые парализовали потенциал инициативы, заложенный маршалом Тухачевским в советской концепции глубокого боя.
В современных реалиях идеи Auftragstaktik соотносятся прежде всего с возросшими темпами ведения боевых действий и требованием молниеносной и адекватной реакции на быстро эволюционирующее оперативное окружение. Широкое распространение средств радиоэлектронной борьбы и оторванность боевых частей друг от друга накладывает серьёзные ограничения на все процессы передачи указаний и информации по цепи управления. Существует консенсус, что эффективная работа в таких условиях может вестись только децентрализованным командованием, которое всячески поощряет инициативность нижестоящих звеньев.
Военная операция на Украине
Бывший министр обороны Украины А. П. Загороднюк считает, что успехи украинской армии в первые месяцы российского вторжения объясняются широким применением принципа распределенного управления, принятого в западных армиях. Этот принцип опирается на наличие в украинской армии опытных унтер-офицеров, что стало результатом реформы вооруженных сил после 2014 года. Распределенное управление переносит принятие решений на нижний уровень командования, что значительно повышает гибкость действий подразделений. В российской армии, по мнению Загороднюка, до сих пор сохранилось централизованное управление советского типа.

### Комментарии
1. ↑  C 29 августа 2019 года по 4 марта 2020 года.